# Mahmud Shah II di Johor
Paduka Sri Sultan Mahmud Shah II ibni al-Marhum Sultan Ibrahim Shah (1675 – Kota Tinggi, 3 settembre 1699) è stato sultano di Johor dal 1685 al 1699.

## Biografia
Mahmud Shah II di Johor nacque nel 1675 e fu l'ultimo sovrano della dinastia discendente dai sultani di Malacca. Essendo ancora un ragazzo quando suo padre morì Mahmud II regnò sotto la reggenza congiunta di sua madre e del bendahara Paduka Raja fino alla morte di quest'ultimo avvenuta il 27 luglio 1697.
Ebbe diverse mogli e si dice che ne abbia ucciso diverse che ebbero la sfortuna di rimanere incinte. Forse questo avrebbe potuto essere il risultato della sua paura che la nascita di un figlio consentisse ai rivali di deporlo strumentalizzando la sua prole. Dopo tutto, egli salì al trono in giovane età a causa di una congiura di palazzo che portò all'avvelenamento del padre organizzato dalle sue mogli. Mahmud Shah II era notoriamente conosciuto come "sultano Mahmud Mangkat Dijulang". Il nome Mangkat Dijulang gli fu dato in ricordo del modo in cui rimase ucciso (mangkat è la parola malese che indica la morte di un reale) durante il trasporto (dijulang) nella portantina reale. Sulla via del ritorno dalla preghiera del venerdì, fu assassinato da Laksamana Megat Sri Rama, uno dei suoi capi militari originario dell'isola del Bintan. La vicenda di quest'ultimo è narrata nella famosa leggenda raccolta nelle cronache malesi del XIX secolo, la Tuhfat al-Nafis. Sulla base di questa storia, è per lo più ricordato per la sua decadenza e crudeltà, segnando un fine vergognosa per la sua dinastia.
Mahmud fu sepolto in un villaggio vicino a Kota Tinggi, che ancora oggi nota come Kampung Makam (villaggio della tomba). La leggenda vuole che prima di morire, lanciò una maledizione su Kota Tinggi, vietando a qualsiasi figlio dell'isola di Bintan di entrare nella città per tutti i tempi.
Dopo la sua morte, il suo bendahara (primo ministro) Abdul Jalil fu proclamato nuovo sultano. Dopo l'ascesa al trono fece uccidere tutte le mogli del sultano Mahmud al fine di evitare ogni possibilità di eventuali future pretese al trono. Tuttavia, secondo l'Hikayat Negeri Johor (Cronache dello Stato di Johor) e i "Manoscritti Pahang", una moglie, Che Mi, riuscì a fuggire a Minangkabau e diede alla luce Raja Kecil. Meno di due decenni più tardi, nel 1717, Raja Kechil radunò una flotta nel Minangkabau e riuscì temporaneamente a spodestare il successore di Abdul Jalil e ad ottenere la corona del Johor, basando la sua legittimità sull'affermazione di essere il figlio di postumo di Mahmud Shah II. Tuttavia, i mercenari bugis che lo assistettero in questa campagna gli diedero filo da torcere e alla fine fu costretto a fuggire nel Siak, dove fondò il sultanato di Siak Sri Indrapura.

## Nella cultura di massa
La storia del sultano Mahmud II è raccontato in un film malese del 1961 diretto da K. M. Basker e che vide M. Amin nel ruolo del sultano.